# Alantaya Taungdan
Alantaya Taungdan är en bergskedja i Myanmar.   Den ligger i regionen Karen, i den södra delen av landet, 500 km söder om huvudstaden Naypyidaw.